# Retroměstečko

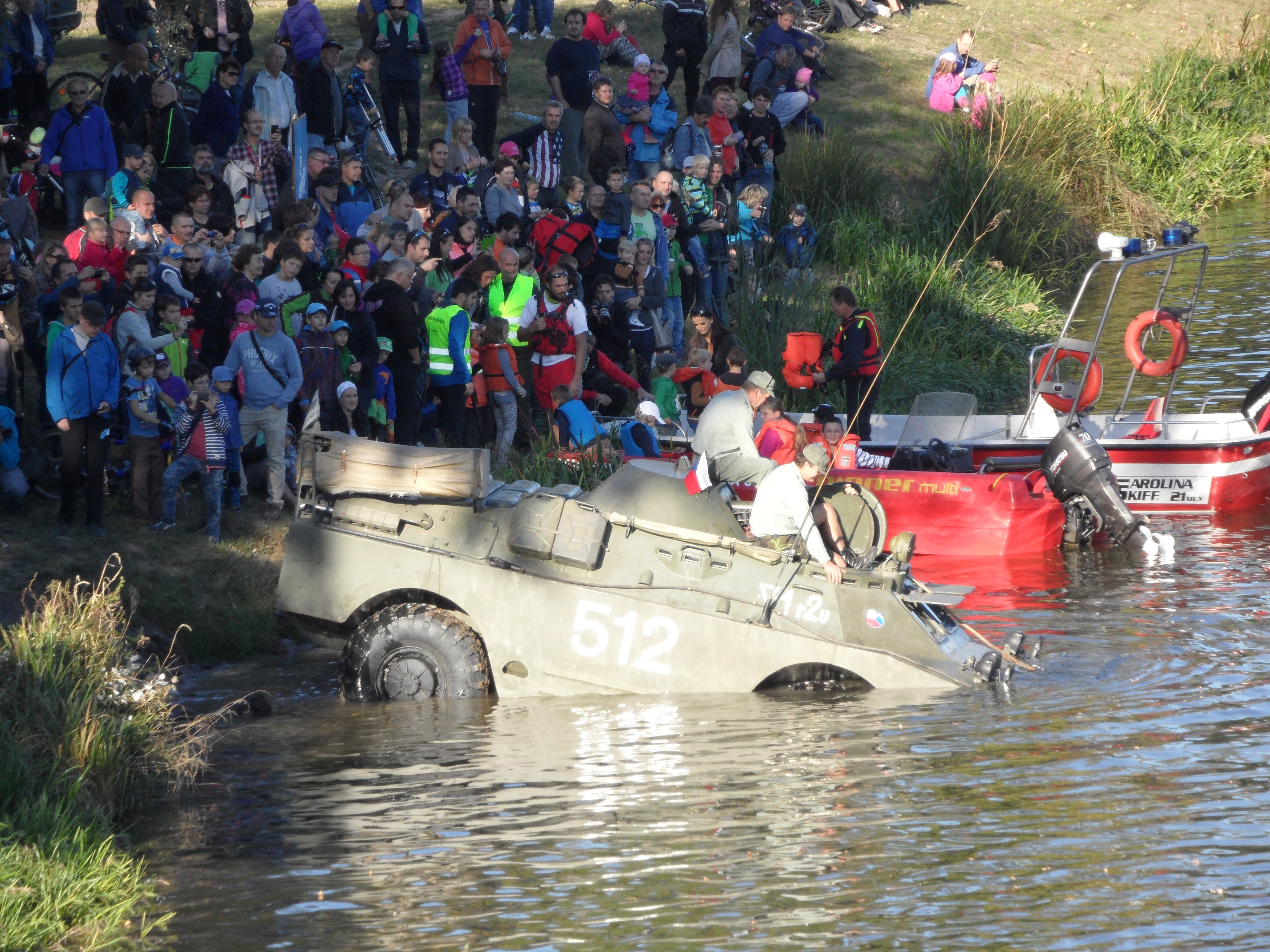
Plavení Labe se zúčastnila vozidla vojenská…

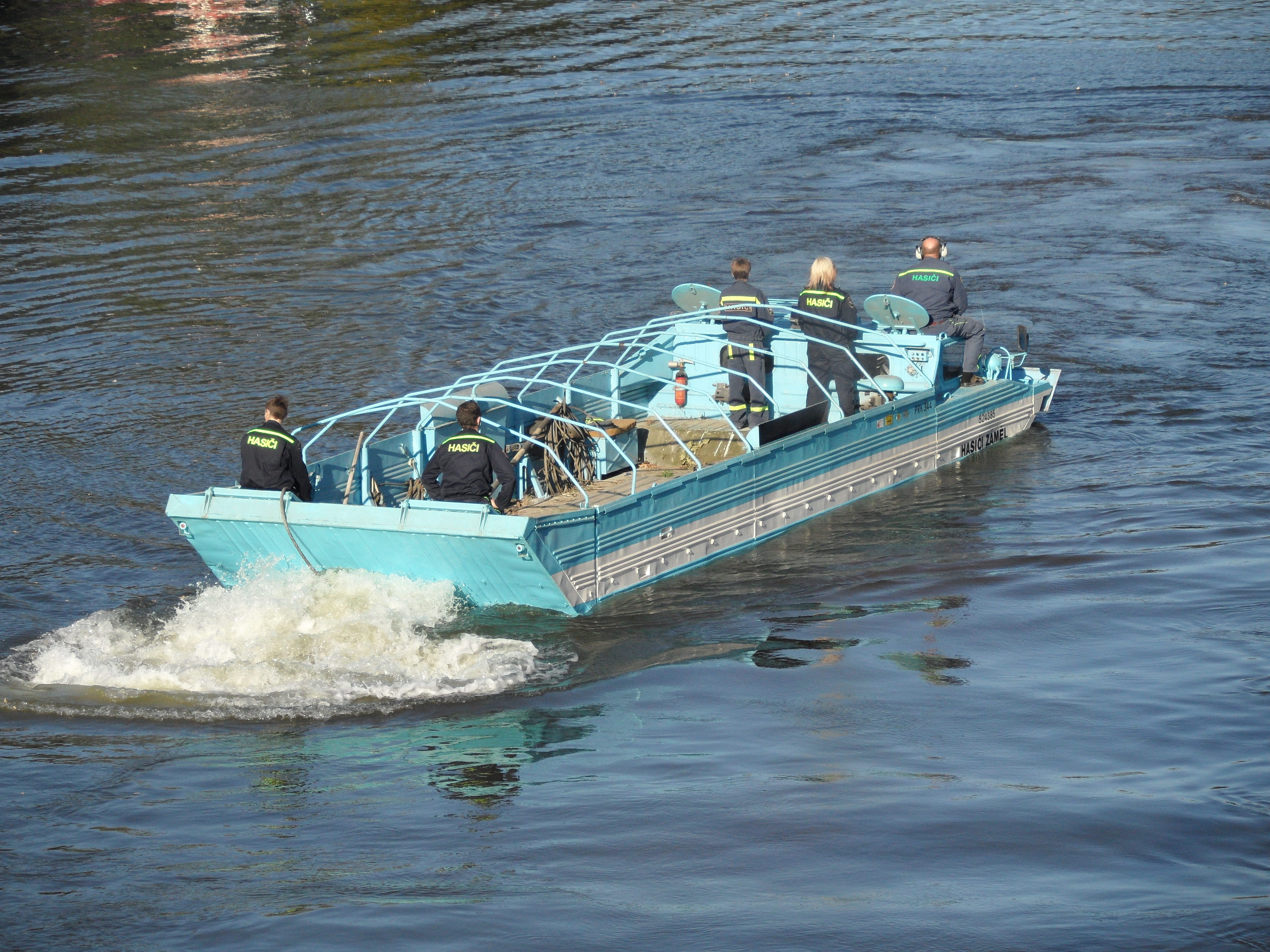
…hasičská…

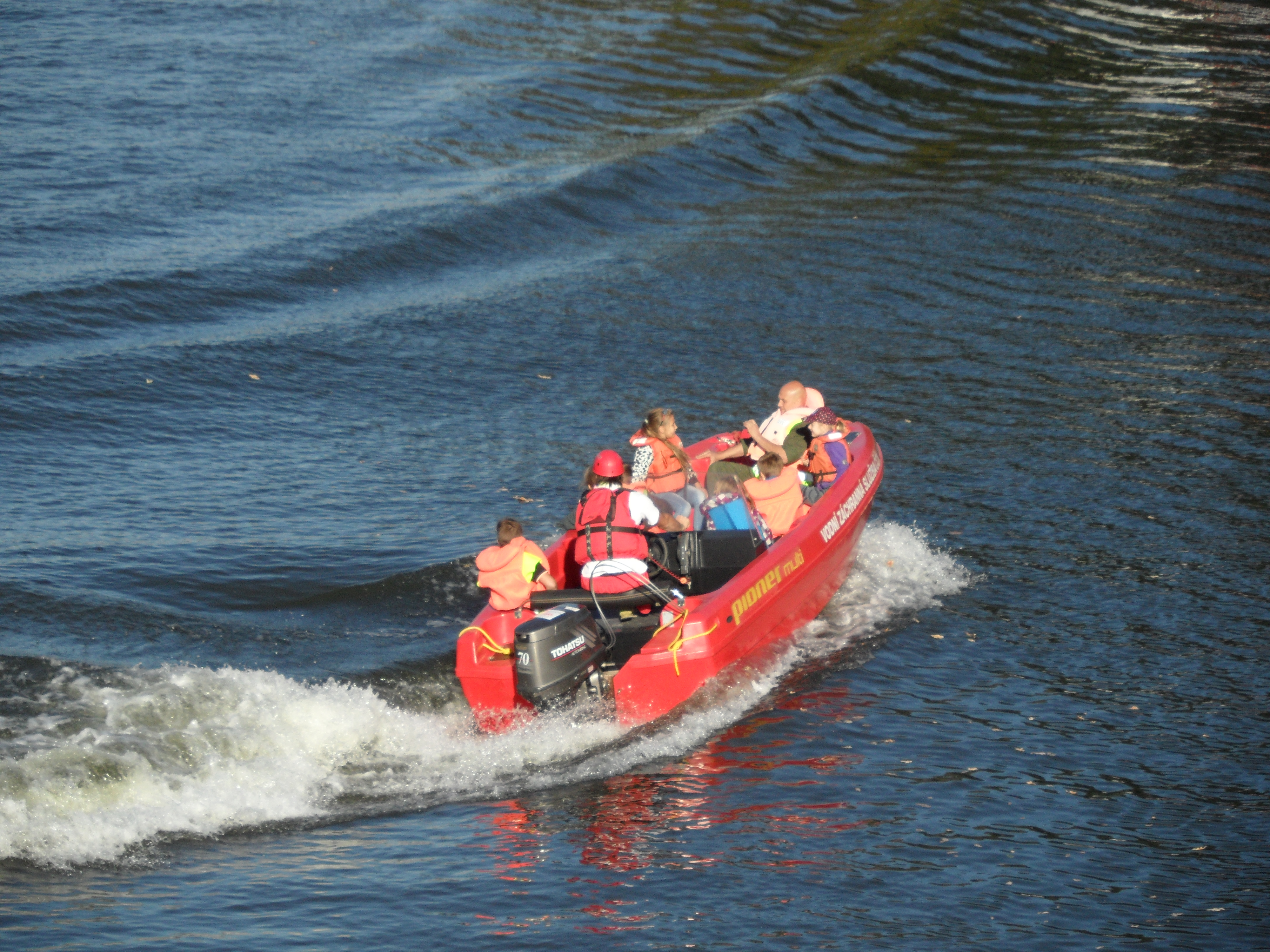
…a záchranářská plavidla.

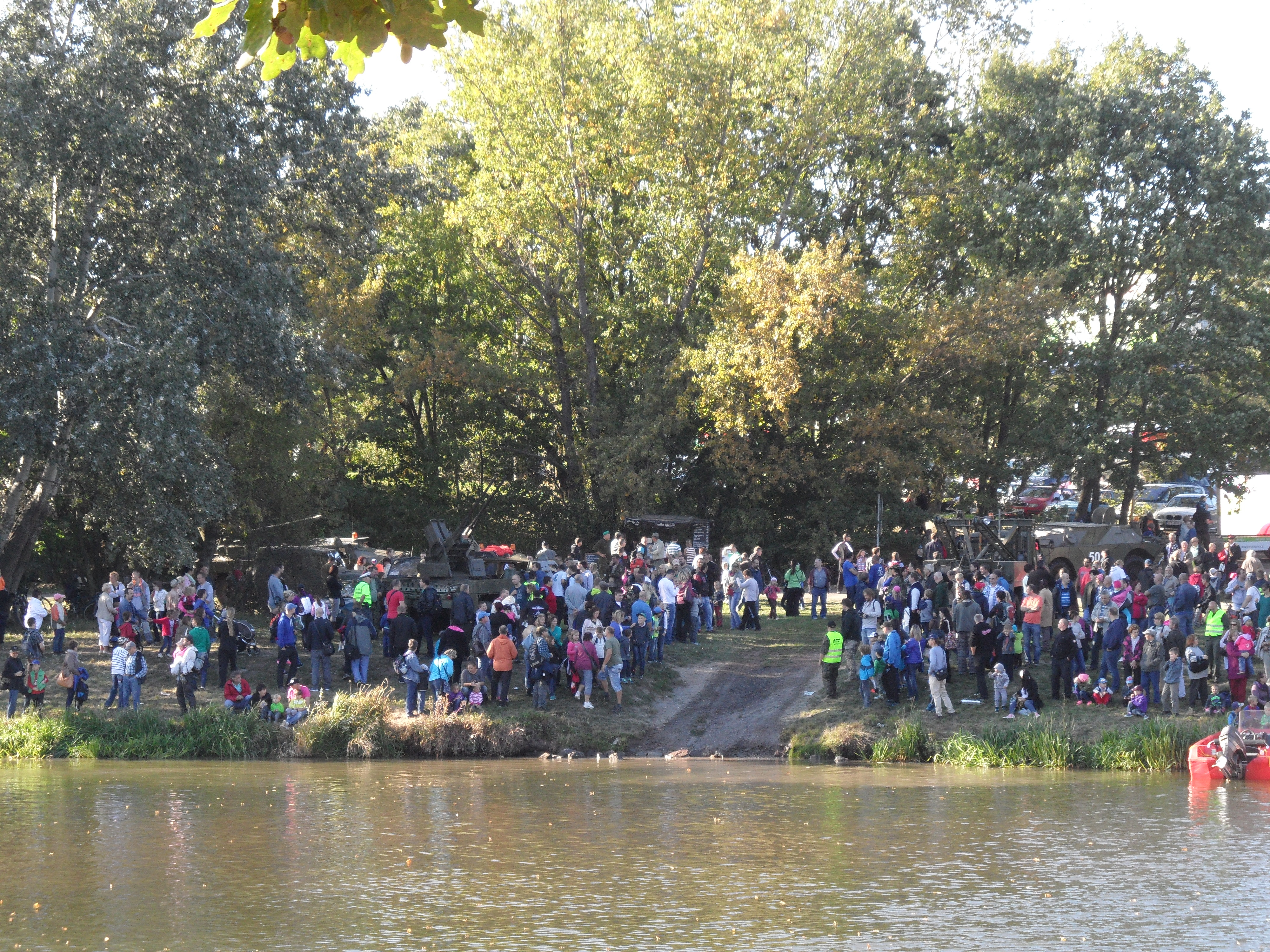
Za velkého zájmu diváků…

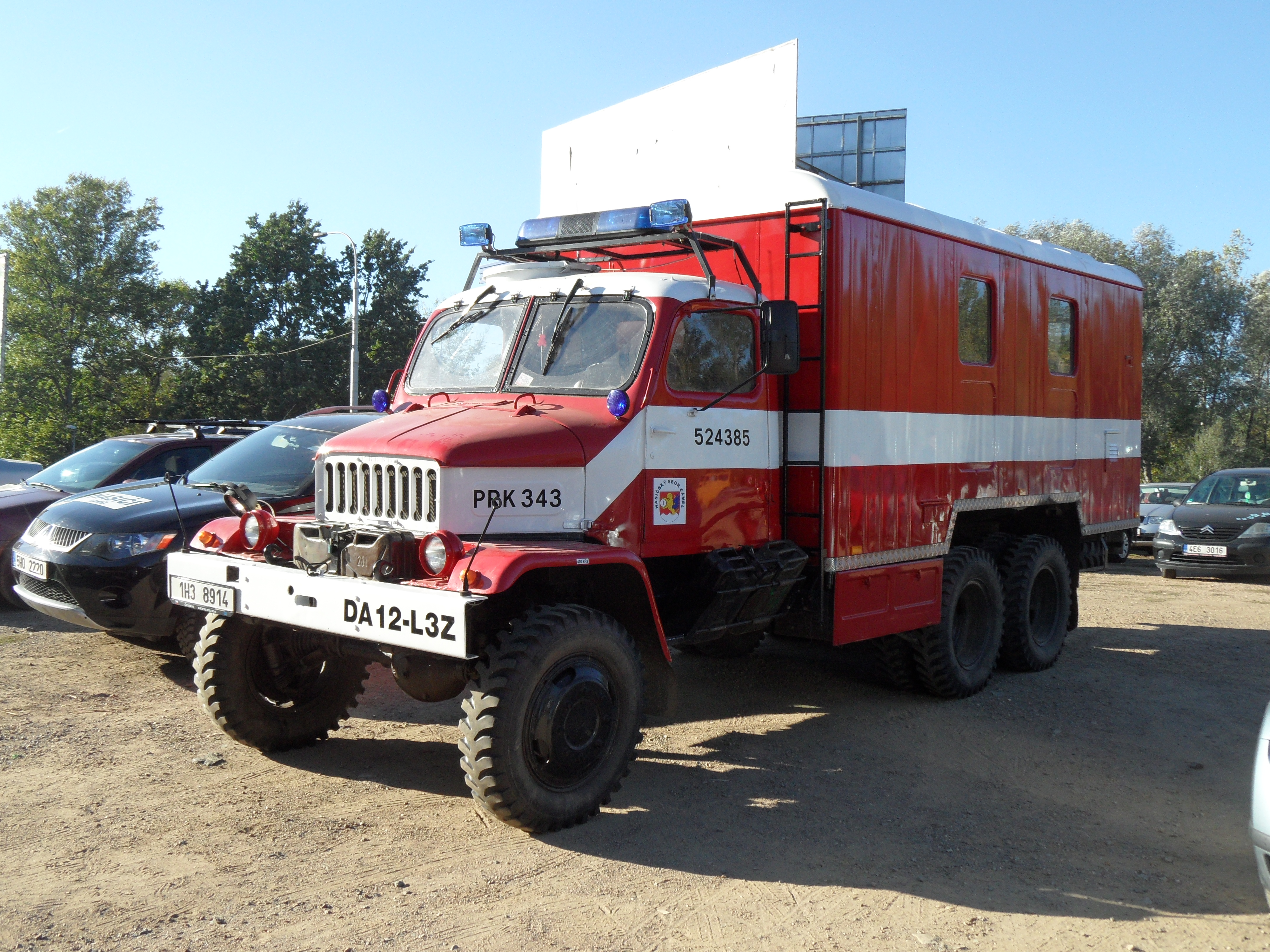
Plavení bylo doplněno statickými ukázkami

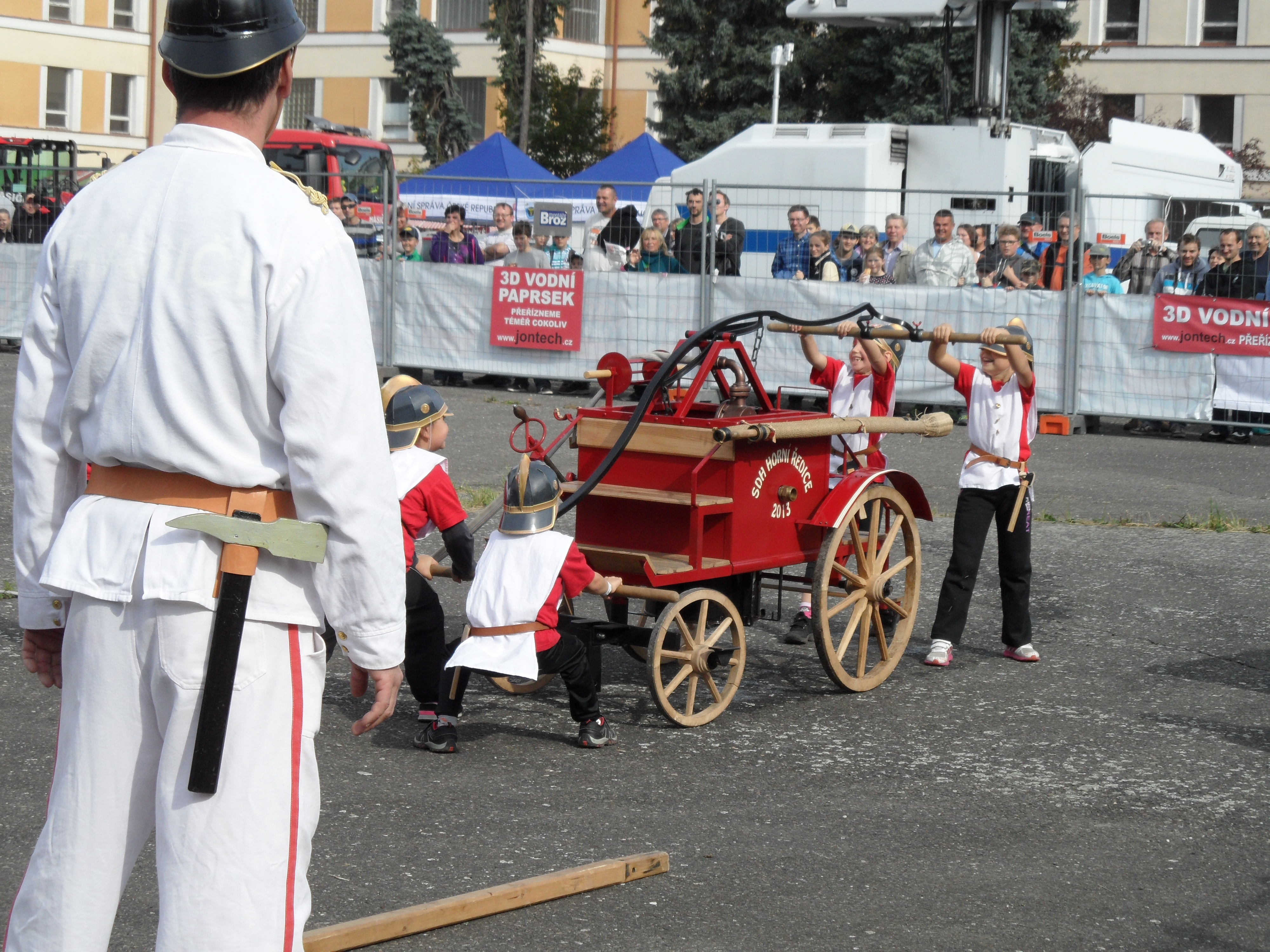
Ukázka zásahu dětského hasičského sboru

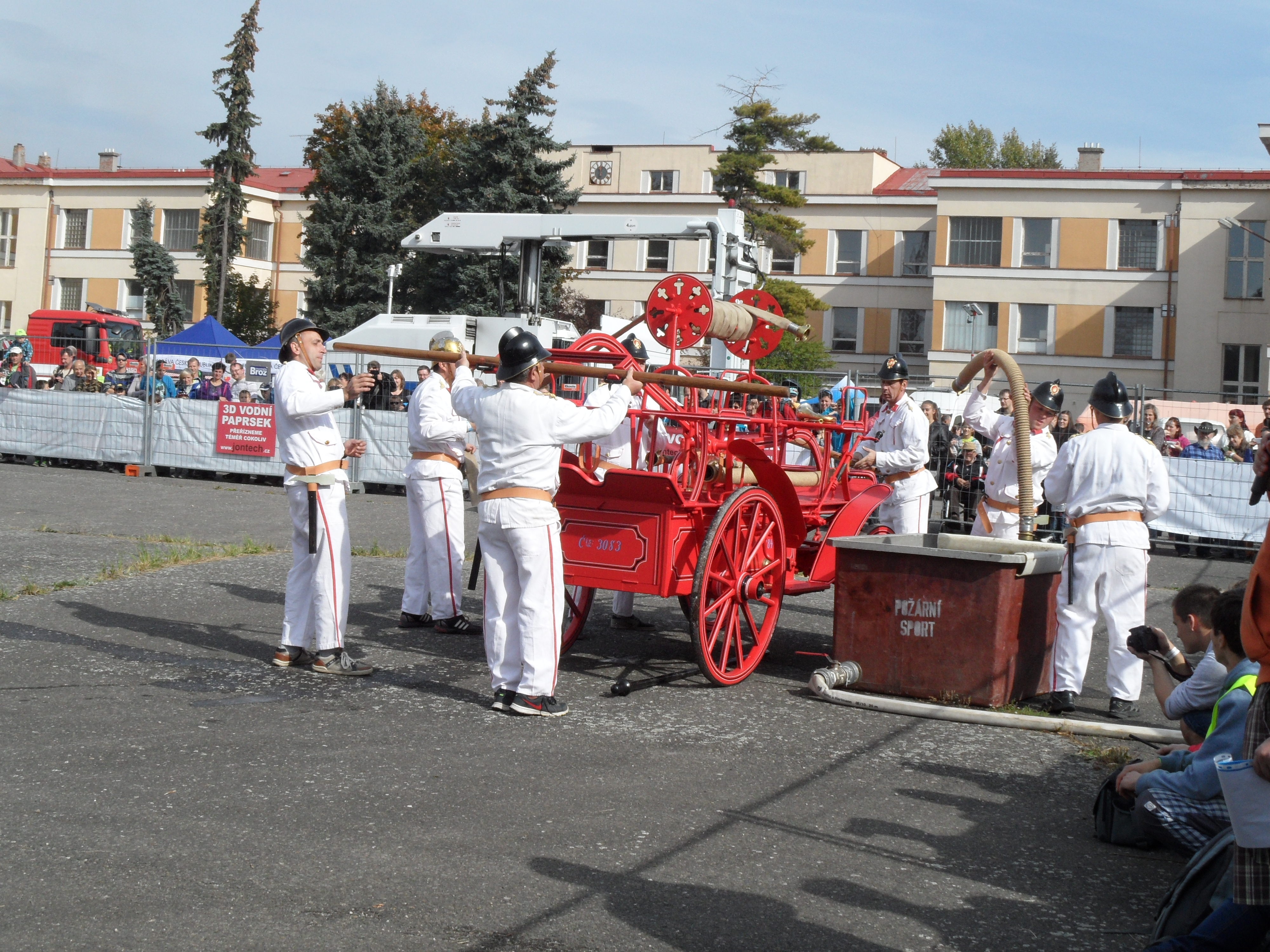
Zásah ruční stříkačkou

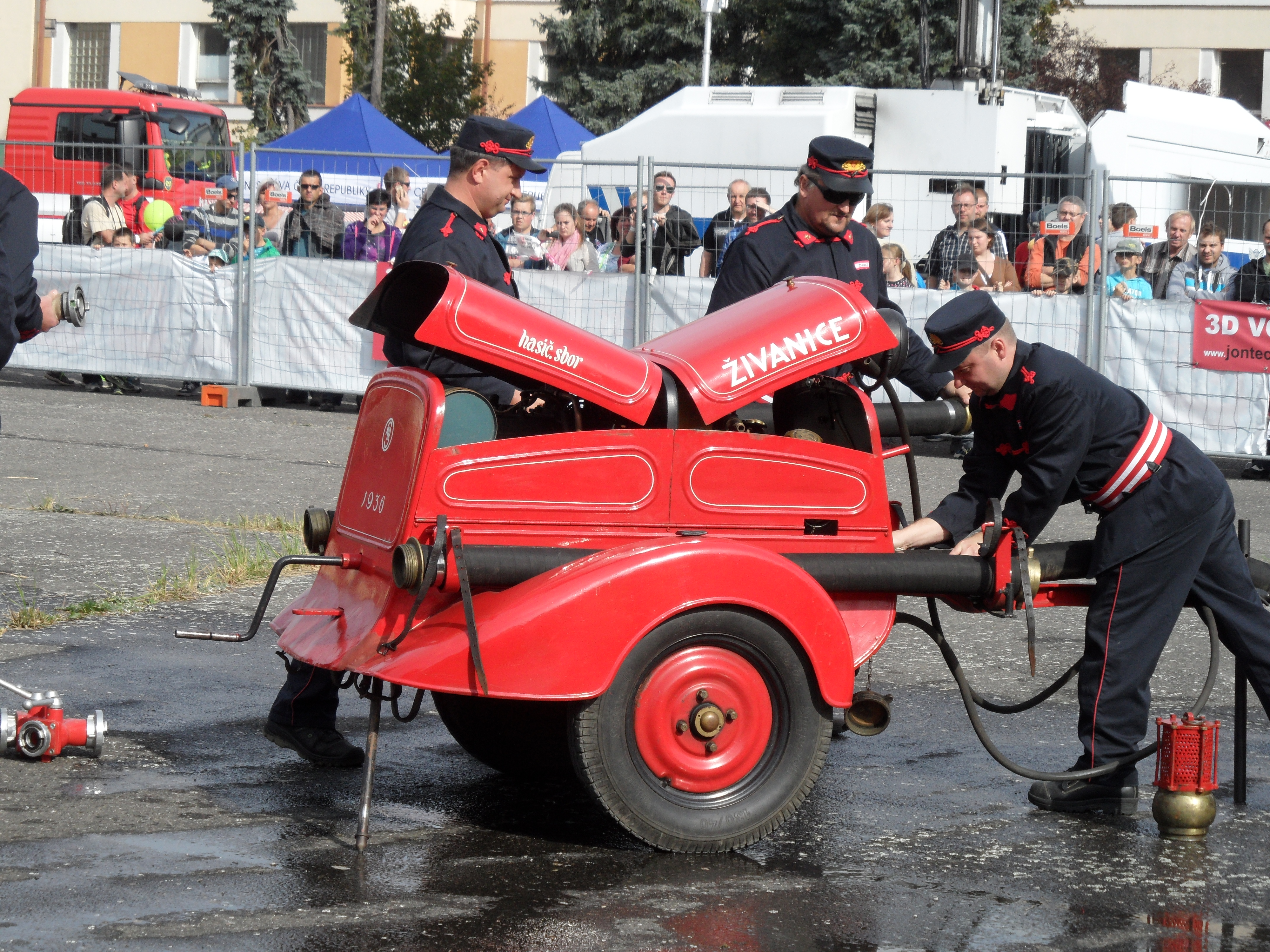
Zásah motorovou stříkačkou

Retroměstečko je rozsáhlé setkání spolků, muzeí a jednotlivců v oborech hasičské, historické, veteránské, vojenské a branně-bezpečnostní techniky se statickými a dynamickými ukázkami, konané obvykle na přelomu září a října v Pardubicích (v současnosti tzv. Plavení Labe v prostoru mezi mostem P. Wonky a zdymadlem Pardubice, hlavní program v bývalých kasárnách T. G. Masaryka), v rámci Pardubických městských slavností. Akce se mimo jiné účastní sbory dobrovolných hasičů ze širokého okolí, policie ČR, různé složky integrovaného záchranného systému státu a mnoho klubů vojenské historie. Projekt Retroměstečko také podporuje a spolupracuje s řadou nadací a charitativních organizací: Nadace Ztracené děti, Nadace policistů a hasičů, Vodní záchranná služba Chrudim, Křižovatka handicap centrum, Sdružení přátel vodicích psů, Národní rada osob se zdravotním postižením ad.

## Historie
Retroměstečko má za sebou již několikaletou historii.

### Generálka 2010
První akce tohoto typu se uskutečnila v roce 2010 (pořadateli označováno jako Generálka 2010). Tehdy v návaznosti na „kulaté“ výročí akce pořádané na pardubickém letišti vznikla myšlenka prezentovat nikoli jednotlivé exponáty, ale tematicky ucelené soubory: protiletadlovou základnu a polní řízení letového provozu (na této části se podílel zejména KVH ČSLA a další kluby vojenské historie). V hasičské části byly prezentovány např. historický automobil SDH obce Topol a nejmodernější speciál z letiště Ruzyně.

### 0. ročník (2011)
V roce 2011 (tzv. 0. ročník) se akce konala opět na letišti v Pardubicích a byla zde prezentována historická vojenská, hasičská a záchranářská technika. Bonusové vystoupení imitovalo napadení vzdušného prostoru bývalého Československa. V hasičské části byla prezentována cela řada technických skvostů jak z profesionálních útvarů, tak ze sborů dobrovolných hasičů.

### 2012
V roce 2012 se akce opět konala v červnu, při leteckém dni v Pardubicích. Ve vojenské části byla prezentována zejména technika a vybavení bývalých armádních složek Československa. Na hasičské části se mimo jiné podílely profesionální útvary z Pardubic, Chrudimi a Prahy a letištní hasiči se speciální technikou. Ve statické části bylo opět vystavována řada hasičských historických skvostů.

### 2013
V roce 2013 se akce konala v rámci pozemní části leteckého dne v Pardubicích. Protože tento rok byl současně 60. výročí začátku sériové výroby legendární Pragy V3S, uskutečnil se také velký typový sraz těchto vozidel. V hasičské části bylo opět prezentováno rozsáhlé spektrum hasičské techniky, počínaje koňkou. V ukázkách byla novinkou atraktivní ukázka vyprošťování osob z havarovaného vozidla a následné ošetřování.

### 2014
V roce 2014 se Retroměstečko poprvé konalo v nové koncepci, v novém termínu a na novém místě (v kasárnách T. G. Masaryka). Prezentována bylo široké spektrum vojenské techniky, od ručních zbraní až po tanky, hasičská technika od starých ručních stříkaček až po záchranný transportér či člun, podstatně byla rozšířena expozice vybavení Veřejné bezpečnosti.

### 2015
Retroměstečko 2015 se konalo od pátku 2. října do neděle 4. října. V pátek 2. října odpoledne se konalo tzv. Plavení Labe, s dynamickými ukázkami plavení vojenských, hasičských a záchranářských vozidel. Tyto dynamické ukázky byly doprovázeny statickými prezentacemi vybraných vojenských a hasičských vozidel na louce na pravém břehu Labe (zhruba naproti přístavišti parníku Arnošt z Pardubic).
Hlavní program se konal po celou sobotu a neděli v prostorách bývalých kasáren T. G. Masaryka (Zborovské náměstí). Dynamické ukázky probíhaly souběžně na dvou hlavních předváděcích arénách v areálu kasáren (tzv. hasičská a vojenská aréna). Tyto hlavní ukázky byly doplněny dalšími menšími ukázkami v celém prostoru kasáren, kde byla současně vystavována rozsáhlá kolekce historických hasičských stříkaček, soudobé hasičské techniky, mnoho různé vojenské techniky (včetně zahraničních vojenských klubů), historické vozy Veřejné bezpečnosti a vojenské police, auto/moto veteráni a různé další exponáty.

## Fotogalerie

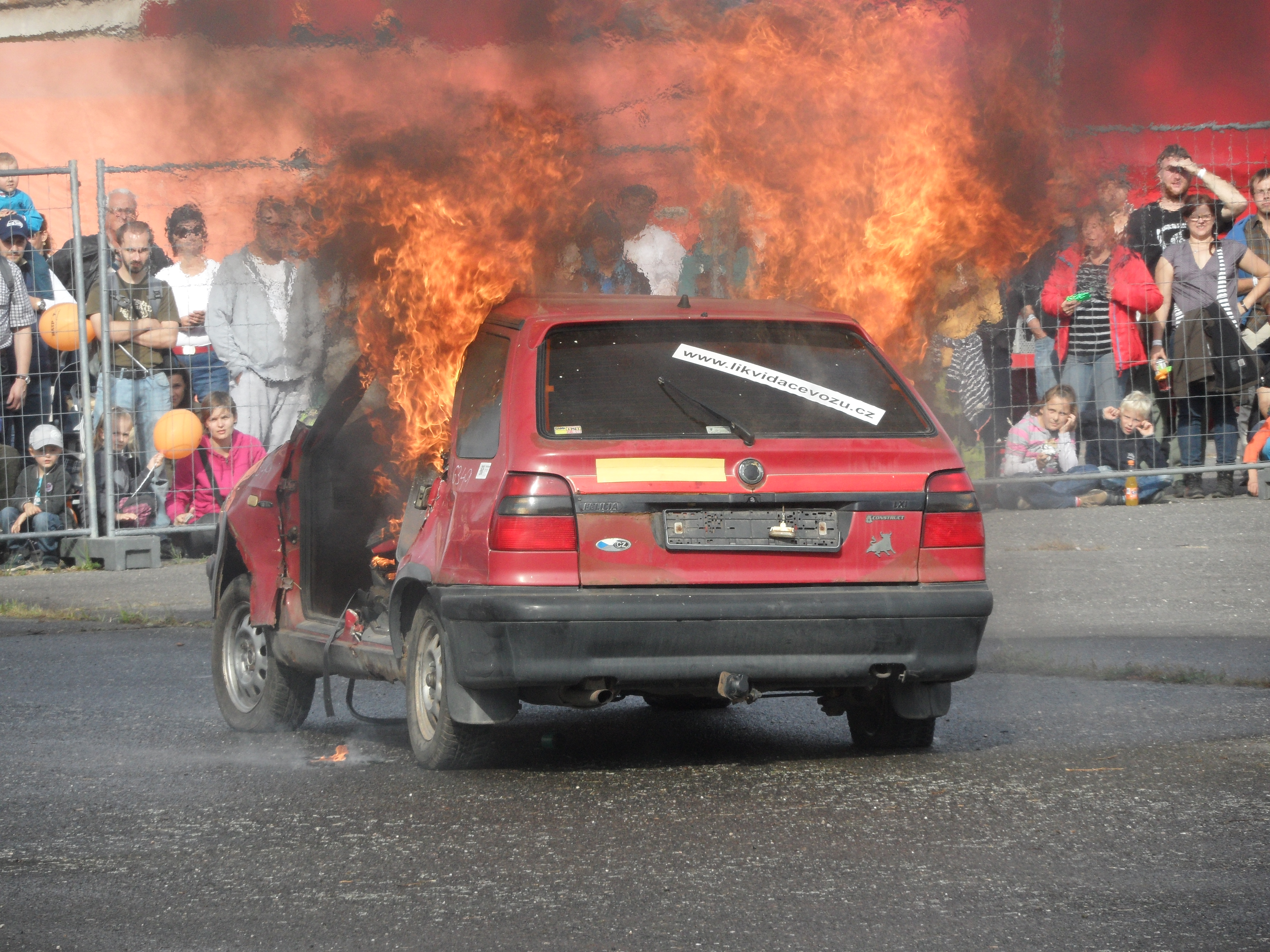
Ukázka zásahu u hořícího vozidla…
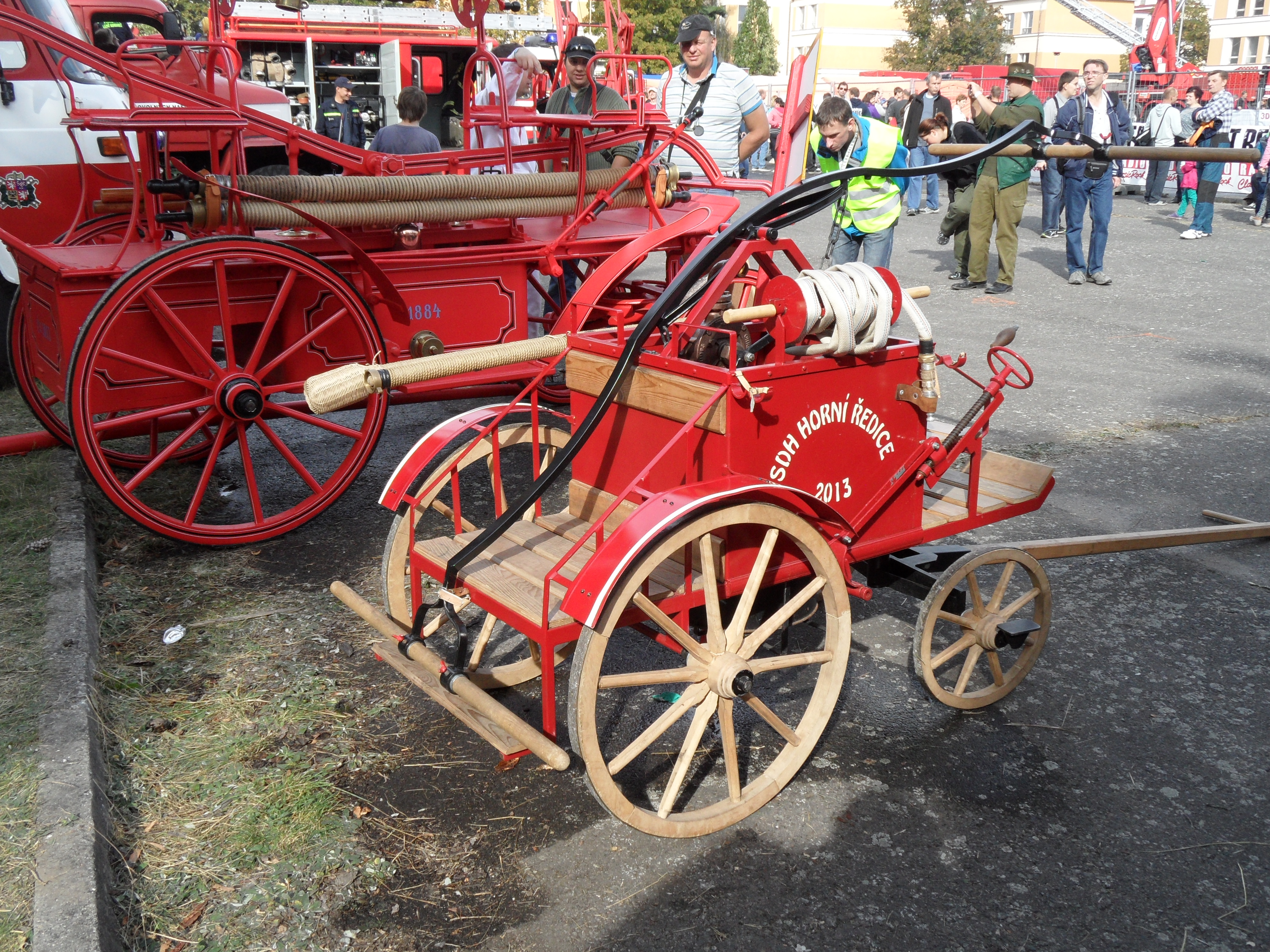
Prezentováno bylo mnoho historických stříkaček…
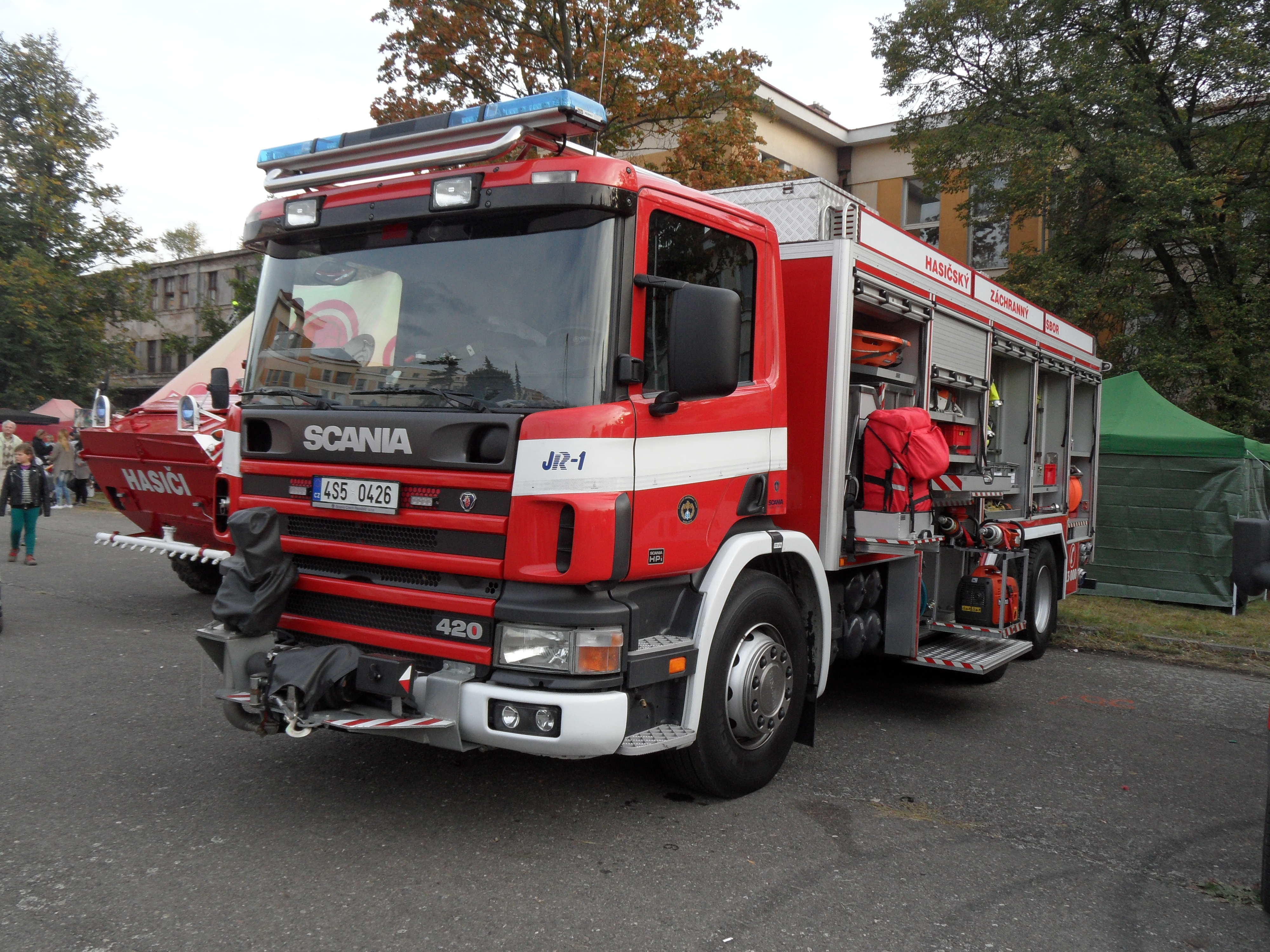
… stejně jako nejmodernější technika hasičů …
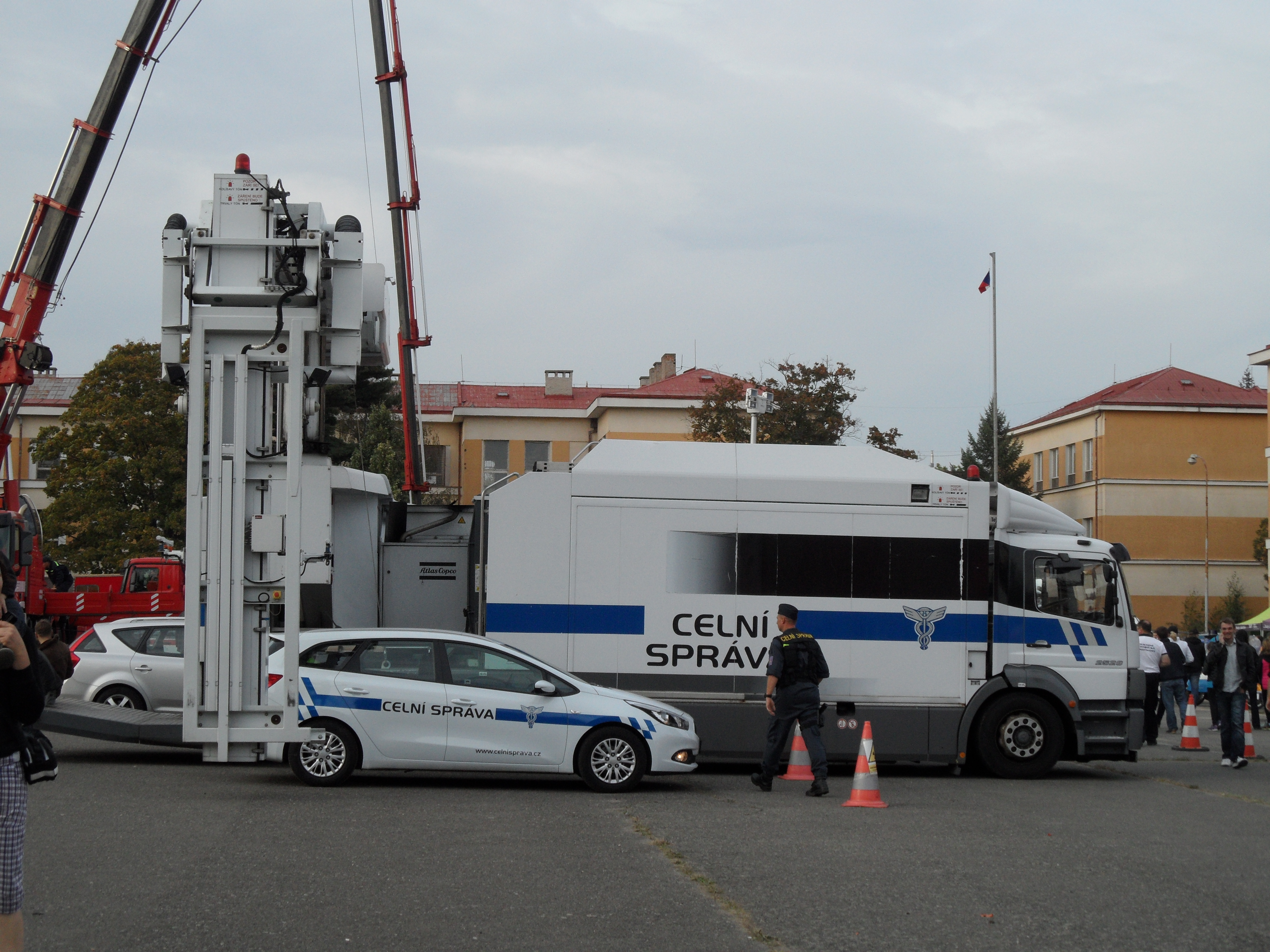
… nebo celníků.
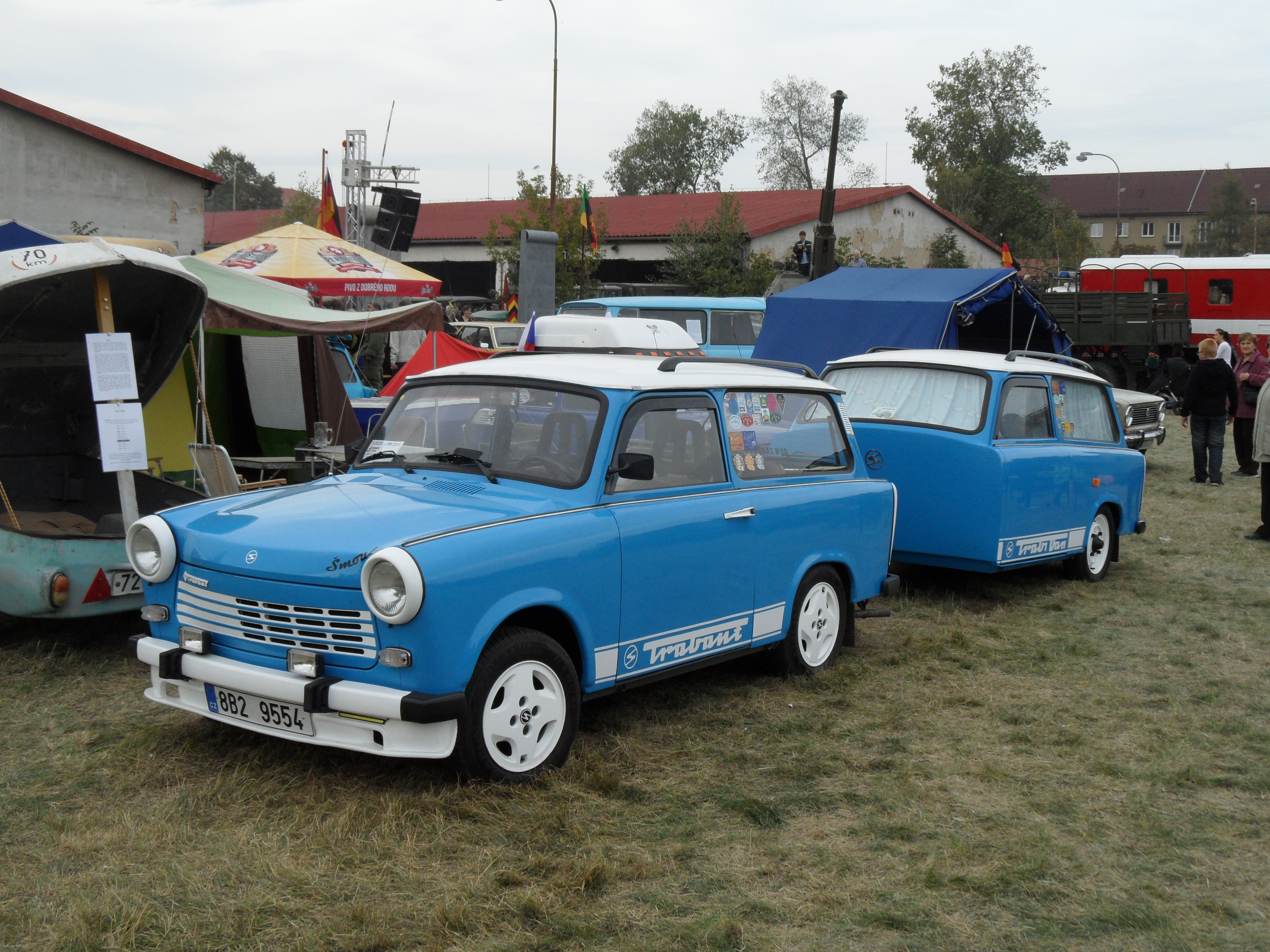
Nechybělo mnoho auto/moto veteránů…
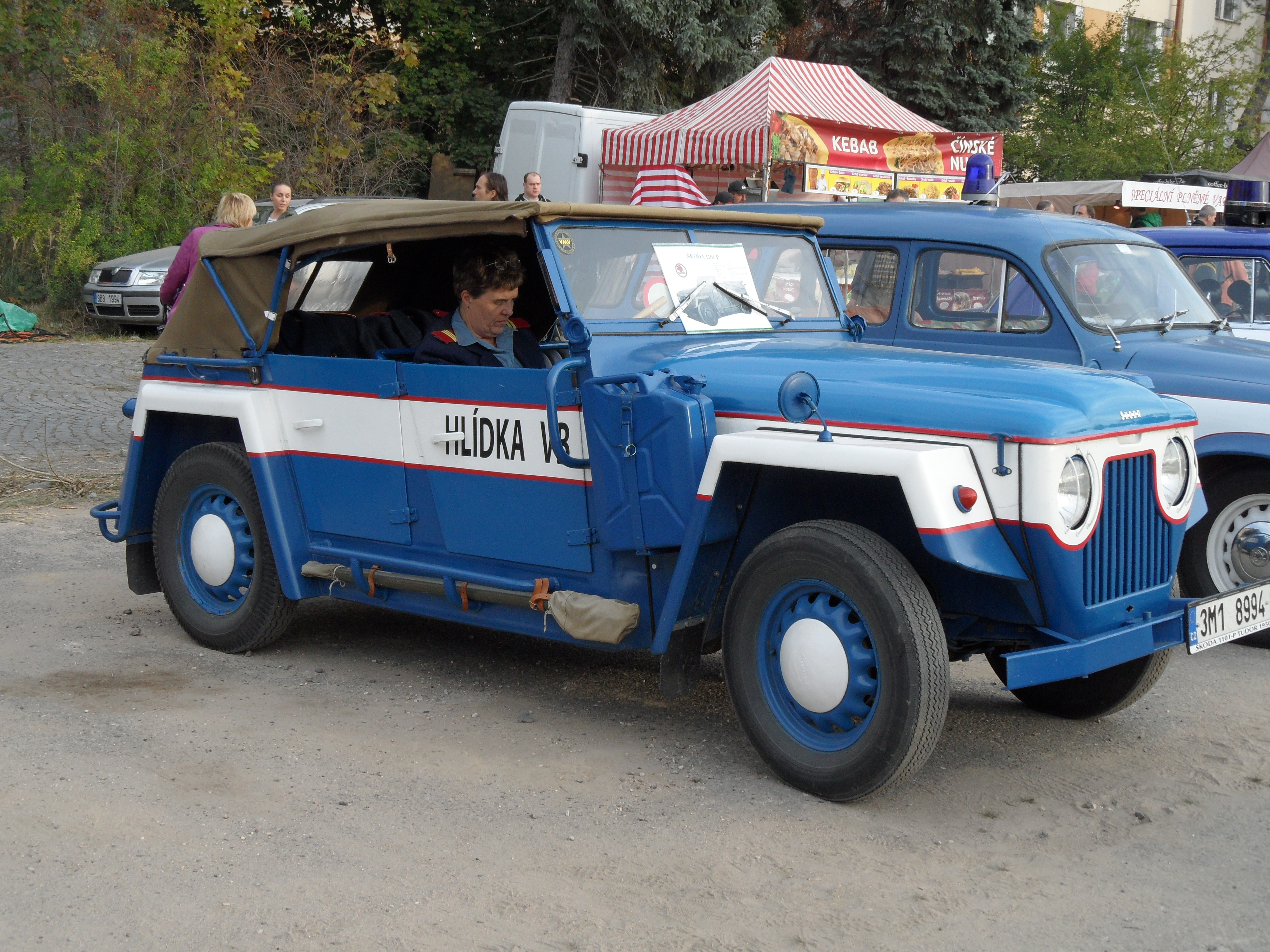
… stejně jako dobových vozů VB …
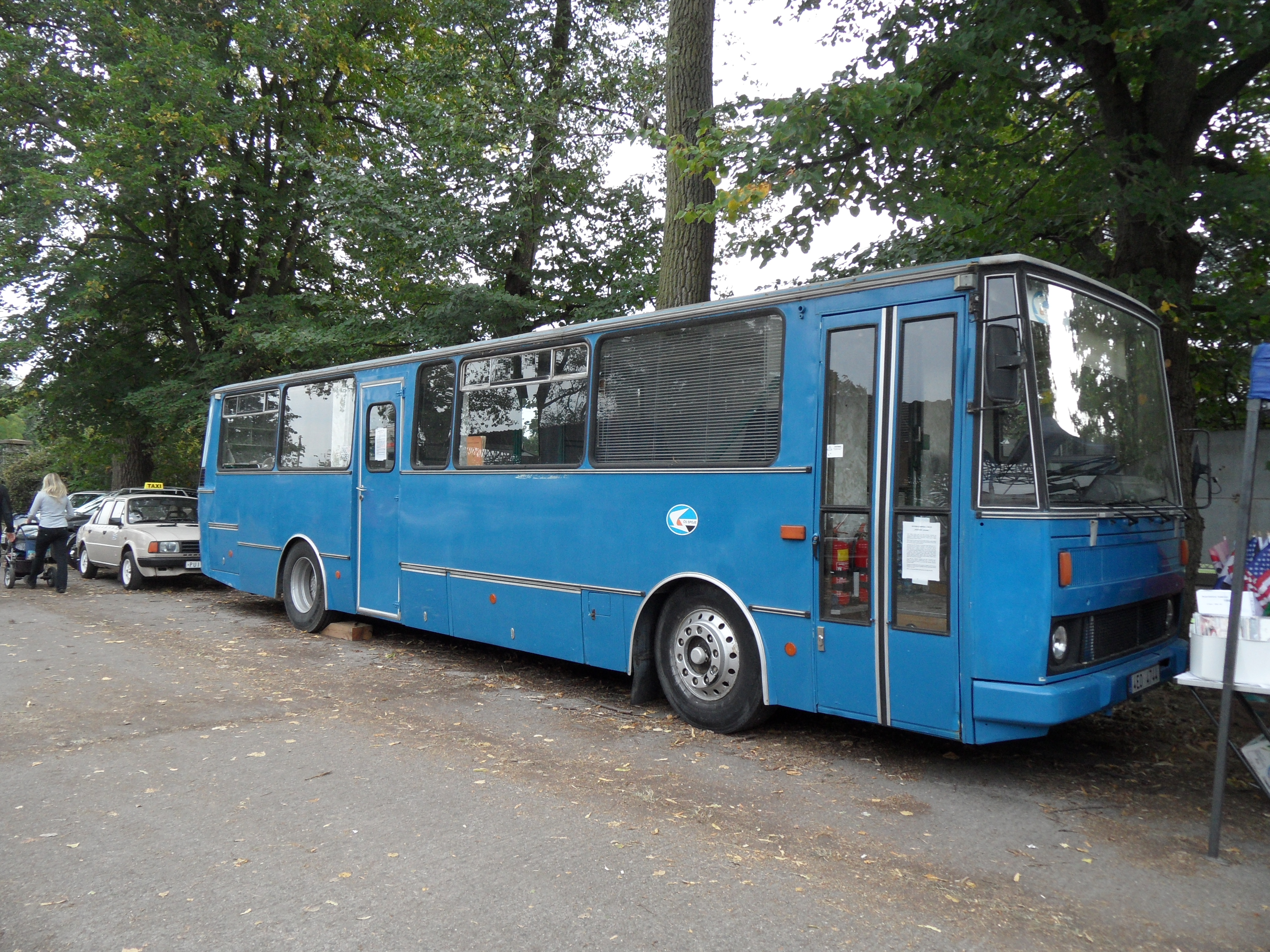
… neobvyklé verze známých vozidel.
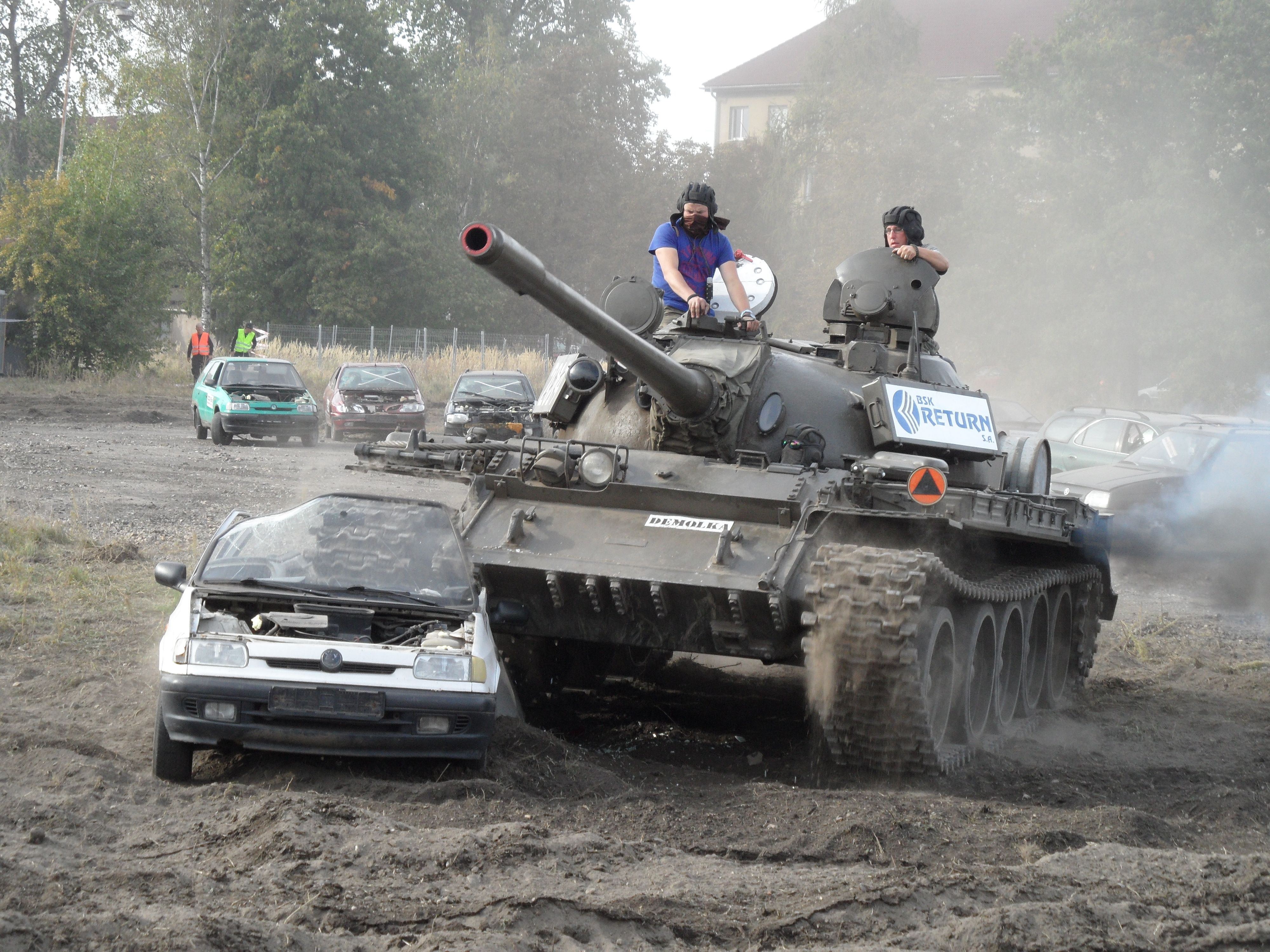
Vojenské ukázky … a mnoho dalšího.